# (20860) 2000 VS34
(20860) 2000 VS34 est un astéroïde aréocroiseur découvert en 2000.

## Description
(20860) 2000 VS34 a été découvert le 1er novembre 2000 à l'observatoire Magdalena Ridge, situé dans le comté de Socorro, au Nouveau-Mexique (États-Unis), par le projet Lincoln Near-Earth Asteroid Research (LINEAR).

### Caractéristiques orbitales
L'orbite de cet astéroïde est caractérisée par un demi-grand axe de 2,72 UA, un périhélie de 1,52 UA, une excentricité de 0,44 et une inclinaison de 8,63° par rapport à l'écliptique. Du fait de ces caractéristiques, à savoir un demi-grand axe inférieur à 3,2 UA et un périhélie compris entre 1,3 et 1,666 UA, il croise l'orbite de Mars et est classé, selon la JPL Small-Body Database, comme astéroïde aréocroiseur (aréo venant de Arès).

### Caractéristiques physiques
(20860) 2000 VS34 a une magnitude absolue (H) de 15,7 et un albédo estimé à 0,056.